# Juan Vich y Manrique de Lara
Juan Vich y Manrique de Lara (Alcira, 1530 - Tarragona, 1612), fue un aristócrata, diplomático y eclesiástico español.

## Biografía
Descendiente de la casa de los condes de Paredes, sus padres eran Luis de Vich, camarero mayor de Carlos I de España y V de Alemania, y Mencía Manrique de Lara. Era nieto de Jerónimo Vich y Valterra (conocido como embajador Vich, embajador en Roma del rey Fernando el Católico en el concilio Lateranense y del emperador Carlos). 
Fue embajador de España ante la Santa Sede, obispo de Mallorca de 1573 a 1604 y arzobispo de Tarragona desde 1604 hasta su muerte. El obispado de Mallorca le fue otorgado por petición de Felipe II. Su hermano, Luis Vich y Manrique de Lara, fue virrey de Mallorca entre 1583 y 1594.
Fue enterrado en el monasterio de La Murta, en Alcira, en el cual tenían capilla y estaban enterrados los miembros de su familia, protectora y mecenas del cenobio.